# Riley Clarida
Riley L. Clarida, (circa 1958 en Estados Unidos - 3 de mayo de 2018) fue un jugador de baloncesto estadounidense. Con 2.02 de estatura, su puesto natural en la cancha era el de pívot.

## Trayectoria
Clarida, medía 2.02 y se desempeñaba en el puesto de pívot, jugó una temporada en la Universidad de George Mason (78-79) y tres en la Universidad de Long Island (del 79 al 82), donde es uno de los históricos a nivel estadístico. Fue seleccionado en la novena ronda del 'draft' de 1982 por Utah Jazz, donde no llegó a jugar. Jugó un año en los Albany Patroons de la CBA antes de iniciar la aventura europea en Vitoria, donde promedió unos buenos 17,4 puntos y 7,3 rebotes. Después jugaría en Israel. En 2013, con 54 años  sufre un cáncer cerebral y problemas cardiacos. Cinco años después fallace a los 60 años de edad.